# 서울의 봄
서울의 봄은 대한민국에서 수많은 민주화 운동이 일어난 1979년 10월 26일부터 1980년 5월 18일 사이를 일컫는 말이다. 1968년 체코슬로바키아의 프라하의 봄에 비유한 명칭이다. 서울의 봄은 신군부가 투입한 계엄군에 의해 5·18 광주 민주화 운동이 229명의 사망자 및 실종자와 3,000여 명의 부상자를 남긴 채 무력 진압되면서 종결됐다.

## 개요
1979년 10·26 사건 이후 전두환이 이끄는 신군부에 의해 1980년 5월 17일 5·17 비상계엄 전국확대 조치가 단행되기 전까지의 기간을 말한다. 이 기간 중에 제4공화국의 두 번째 정부인 최규하 정부가 출범했다.
1979년 12월 6일 최규하 정부는 긴급조치를 해제하여 개헌 논의를 할 수 있도록 하고, 긴급조치에 의해 처벌받은 재야 인사들을 복권했다. 국민들 사이에서도 유신 체제가 끝나고 민주화를 이룩할 것이라는 기대가 일었다. 윤보선 등 시민사회 원로는 대통령 최규하에게 유신헌법 폐지 및 민주적 선거를 요구했다. 
1980년 3월 개강과 함께 학생들은 다른 시위 구호와 함께 '어용 교수 퇴진'을 외쳤다. 어용 교수 퇴진을 요구하는 시위가 일어난 대학은 3월 말까지 모두 18개교였으며 참가자만 8천여 명에 달했다. 이에 김옥길 문교부 장관이 "국가의 장래를 위해 바람직하지 않은 일이라는 것을 알면서도 당장의 이익을 위해 어용한 사람이 있다"고 지적하면서 이와 같은 교수들은 각자의 양심에 따라 물러나야 한다고 촉구했다. 이른바 '학원(學園) 민주화 투쟁'이 시작되었다.
학원 민주화 투쟁 와중인 4월 9일에 성균관대학교에서 '병영집체훈련 거부 사건'이 일어났다. 유신정권 시기부터 당시 대학교 1학년 학생들은 의무적으로 군대에 들어가 열흘간 군사 훈련을 받아야 했다. 박정희가 죽고 민주화 바람이 불자 학생들은 당연히 이 불합리한 훈련에 반발했다. 이 사건을 계기로 병영집체훈련의 폐지를 요구하는 농성과 시위가 다음 입소 차례였던 서울대와 서강대 등 여러 대학으로 확산되었다.
4월 24일 서울 14개 대학 361명의 교수들은 학원 민주화를 요구하는 성명서를 발표했다. 그 내용은 사학의 족벌체계 비판, 군사교육 개선책 모색, 재임용제도 철폐, 교수회의 기능 강화, 대학별 교수협의회 구성 등 대학교육과 직/간접적으로 연관된 사항들이었다. 그러나 이에 주도적으로 참여한 교수들은 신군부가 정권을 장악한 후 5.18 민주화운동에 참여한 교수들과 함께 해직되었다.
1980년 5월 여야는 같은 달 20일 국회를 열어, 계엄령 해제와 유신헌법 개정 논의를 진행하기로 합의했다. 5월 1일부터 전국 각지에서 민주화 일정 제시와 전두환 퇴진 등을 요청하는 대규모 대학생 시위가 발생했다.
비슷한 시기 전두환을 중심으로 하는 신군부는 5월 초부터 정권을 장악하기 위해 '비상계엄 전국확대', '국회 해산', '비상기구 설치' 등을 골자로 하는 '시국수습방안'을 마련했다. 1980년 5월 15일 오후 1시경 남대문에서 학생시위대가 버스를 탈취하고 전투경찰을 향해 돌진, 압사당하는 사고가 발생해 수명이 부상하고 1명의 경찰이 사망했다. 이에 신군부는 5월 17일 24시를 기해 비상계엄을 전국으로 확대하면서 5월 20일 예정된 임시국회를 무산하고 국보위를 설치해 군부 주도로 정국을 이끌어 나갔다. 군부는 5월 17일 단행된 조치에 항거한 5·18 광주 민주화 운동을 무력으로 탄압했고, 이로써 서울의 봄은 막을 내렸다.

## 기타
1980년 8월 18일에는 지금은 사라진 서울 서대문 사거리 고가도로 주변에서도 학생 시위대의 시위가 있었고 경찰의 최루탄을 사용한 강경 진압이 있기도 하였다.

## 같이 보기
- 박정희
- 10·26 사태
- 제4공화국
- 최규하 정부
- 5·17 쿠데타
- 5·18 광주 민주화 운동
- 김재규
- 정승화
- 전두환
- 노태우